# Stroești
Stroești est une commune roumaine située dans le județ de Vâlcea.